# These Foolish Things (Remind Me of You)
These Foolish Things (Remind Me Of You)는 에릭 매쉬위츠가 작사하고, 잭 스트래치가 작곡한 명곡이다.

## 개요
원래 BBC의 심야 방송을 위해 작곡되었으며, 1936년에 저작권 등록 되었다.
작사가 매쉬위츠가 영국으로 떠나면서 헤어지게 된 중국계 미국인 배우인 애나 메이 왕에 대한 그리움이 가사 속에 녹아있다.

## 유명한 레코딩
- 냇 킹 콜
- 빌리 할리데이
- 사라 본
- 엘라 피츠제럴드
- 제임스 브라운
- 스탄 게츠
- 셀로니어스 몽크
- 카운트 베이시
- 마이클 부블레
- 쳇 베이커
- 오스카 피터슨